# Willem Maris (tennisser)

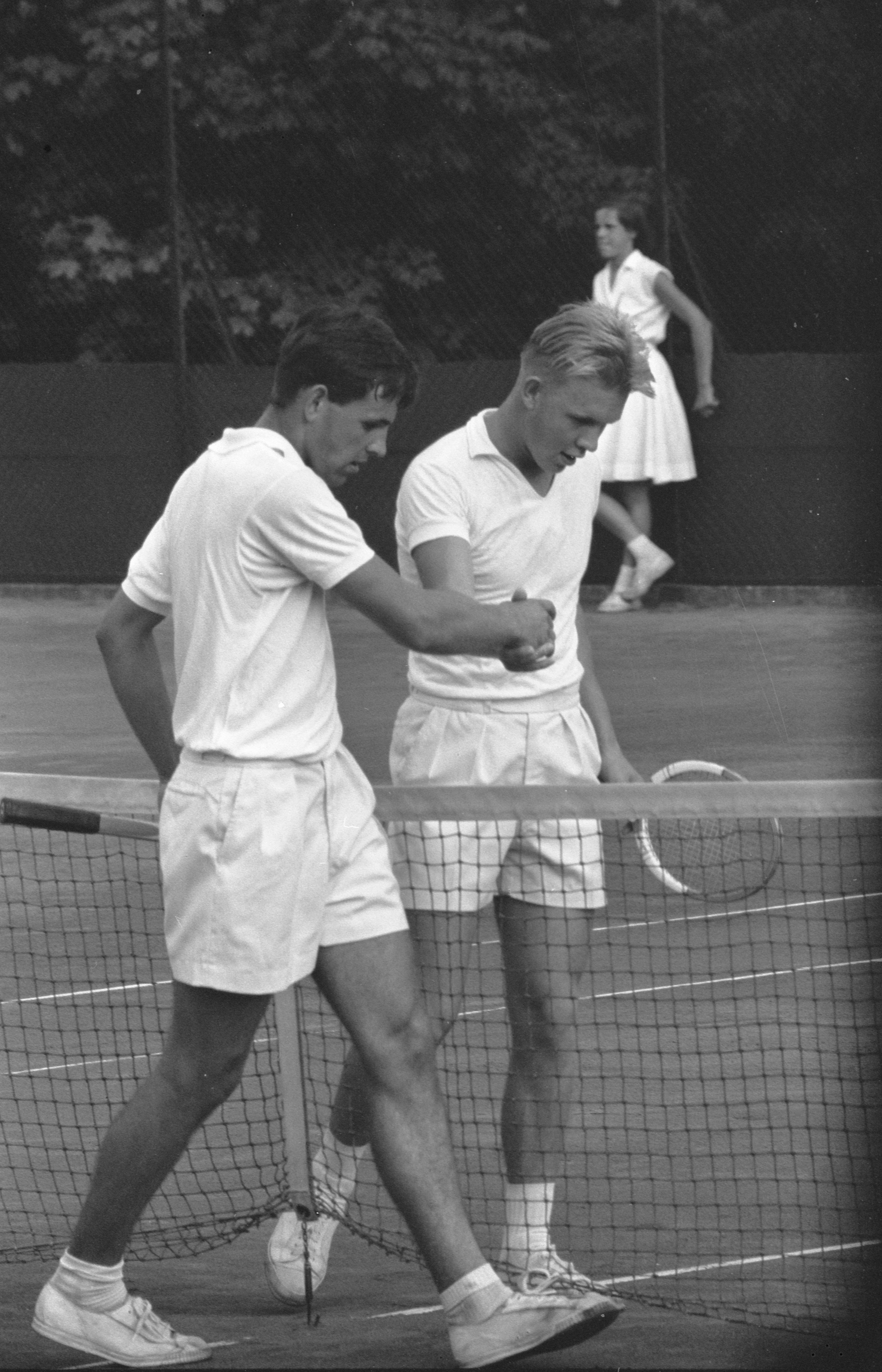
Willem Maris (links) en Toomas Leius, 1959.

Willem Maris (14 september 1939 - 13 december 2010) was een Nederlands tennisinternational en topfunctionaris.
Nationaal won hij:
- 1958: Nationale Tenniskampioenschappen
- 1961: NK Heren dubbel
- 1962: Nationale Tenniskampioenschappen
- 1963: NK Heren dubbel; NK Gemengd dubbel met Eva de Jong-Duldig
- 1964: NK Heren dubbel met Piet van Eijsden

Internationaal speelde hij de Davis Cup, op Wimbledon en in Parijs.
Maris was lid van de Eindhovense Lawn Tennis Club en van Orange All Stars.
Tussen 1957 en 1964 studeerde Maris werktuigbouwkunde aan de Technische Hogeschool Delft. Van 1964 tot 1990 werkte hij bij Philips. In 1990 werd Maris CEO van ASML, dat toen als voormalig dochter van Philips op eigen benen ging staan. Samen met Martin van den Brink zorgde Maris in 1995 voor een beursgang van ASML. De omzet van ASML steeg tussen 1990 en 2000 van 60 naar 800 miljoen euro, het personeelsbestand ging van enkele honderden naar 2.500 en het wereldwijde marktaandeel in de chipshandel steeg naar 30%. Maris ging in 2000 met pensioen. Na zijn pensioen was hij nog lid van de raad van bestuur van het bedrijf Photronics.

## Resultaten grandslamtoernooien
| Legenda | Legenda                          |
| ------- | -------------------------------- |
| g.t.    | geen toernooi gehouden           |
| l.c.    | lagere categorie                 |
| –       | niet deelgenomen                 |
| G       | uitgeschakeld in de groepsfase   |
| 1R      | uitgeschakeld in de eerste ronde |
| 2R      | uitgeschakeld in de tweede ronde |
| 3R      | uitgeschakeld in de derde ronde  |
| 4R      | uitgeschakeld in de vierde ronde |
| KF      | uitgeschakeld in de kwartfinale  |
| HF      | uitgeschakeld in de halve finale |
| F       | de finale verloren               |
| W       | het toernooi gewonnen            |
| w-v     | winst/verlies-balans             |

### Enkelspel
| Toernooi        | 1959 | 1960 | 1961 | 1963 |
| --------------- | ---- | ---- | ---- | ---- |
| Australian Open | –    | –    | –    | –    |
| Roland Garros   | 2R   | –    | –    | 1R   |
| Wimbledon       | 2R   | 2R   | 1R   | –    |
| US Open         | –    | –    | –    | –    |